# Polyscias rivalsii
Espèce
Polyscias rivalsii, le bois de papaye, est une espèce de plantes à fleurs de la famille des araliacées. Elle est endémique de l'île de La Réunion, dans le sud-ouest de l'océan Indien. C’est un arbre pouvant atteindre 15 m de haut. Il est hétérophylle (c’est-à-dire que ses feuilles juvéniles sont différentes de celles adultes) sur ce site vous pouvez en apprendre plus https://www.plante-endemique-974.fr/?